# العلاقات النمساوية الشمال مقدونية
العلاقات النمساوية الشمال مقدونية هي العلاقات الثنائية التي تجمع بين النمسا وشمال مقدونيا.

## مقارنة بين البلدين
هذه مقارنة عامة ومرجعية للدولتين:
| وجه المقارنة                                              | النمسا                                                    | شمال مقدونيا                                               |
| --------------------------------------------------------- | --------------------------------------------------------- | ---------------------------------------------------------- |
| المساحة (كم2)                                             | 83.86 ألف                                                 | 25.71 ألف                                                  |
| عدد السكان (نسمة)                                         | 8.81 مليون                                                | 2.08 مليون                                                 |
| الكثافة السكانية (ن./كم²)                                 | 105.06                                                    | 80.9                                                       |
| العاصمة                                                   | فيينا                                                     | إسكوبية                                                    |
| اللغة الرسمية                                             | اللغة الألمانية، لغة الإشارة النمساوية ‏                   | اللغة المقدونية، اللغة الألبانية                           |
| العملة                                                    | يورو، شلن نمساوي، رايخ مارك، شلن نمساوي                   | دينار مقدوني                                               |
| الناتج المحلي الإجمالي (بليون دولار)                      | 416.60 مليار                                              | 11.34 مليار                                                |
| الناتج المحلي الإجمالي (تعادل القوة الشرائية) بليون دولار | 426.99 مليار                                              | 29.26 مليار                                                |
| الناتج المحلي الإجمالي الاسمي للفرد دولار أمريكي          | 43.77 ألف                                                 | 4.85 ألف                                                   |
| الناتج المحلي الإجمالي للفرد دولار أمريكي                 | 47.68 ألف                                                 | 16.25 ألف                                                  |
| مؤشر التنمية البشرية                                      | 0.885                                                     | 0.747                                                      |
| رمز المكالمات الدولي                                      | +43                                                       | +389                                                       |
| رمز الإنترنت                                              | .at                                                       | .mk                                                        |
| المنطقة الزمنية                                           | توقيت وسط أوروبا، ت ع م+01:00، ت ع م+02:00، أوروبا/فيينا ‏ | توقيت وسط أوروبا، ت ع م+01:00، ت ع م+02:00، أوروبا/سكوبيه ‏ |

## منظمات دولية مشتركة
يشترك البلدان في عضوية مجموعة من المنظمات الدولية، منها:
| علم المنظمة | اسم المنظمة                               | تاريخ انضمام النمسا | تاريخ انضمام شمال مقدونيا |
| ----------- | ----------------------------------------- | ------------------- | ------------------------- |
|             | مؤسسة التنمية الدولية                     | 28 يونيو 1961       | 25 فبراير 1993            |
|             | يونسكو                                    | 13 أغسطس 1948       | 28 يونيو 1993             |
|             | وكالة ضمان الاستثمار متعدد الأطراف        | 16 ديسمبر 1997      | 19 مارس 1993              |
|             | مجلس أوروبا                               | ?                   | ?                         |
|             | الأمم المتحدة                             | 14 ديسمبر 1955      | 8 أبريل 1993              |
|             | الاتحاد البريدي العالمي                   | ?                   | ?                         |
|             | البنك الدولي للإنشاء والتعمير             | 27 أغسطس 1948       | 25 فبراير 1993            |
|             | الاتحاد الدولي للاتصالات                  | 1866                | 4 مايو 1993               |
|             | منظمة حظر الأسلحة الكيميائية              | ?                   | ?                         |
|             | مؤسسة التمويل الدولية                     | 28 سبتمبر 1956      | 25 فبراير 1993            |
|             | المنظمة الأوروبية لسلامة الملاحة الجوية   | 1993                | 1998                      |
|             | المركز الدولي لتسوية المنازعات الاستشارية | 24 يونيو 1971       | 26 نوفمبر 1998            |
|             | منظمة التجارة العالمية                    | ?                   | ?                         |
|             | منظمة الشرطة الجنائية الدولية             | ?                   | ?                         |
|             | منظمة الأمن والتعاون في أوروبا            | 25 يونيو 1973       | 12 أكتوبر 1995            |

## وصلات خارجية
- موقع وزارة الخارجية النمساوية